# Edward William Cooke
Edward William Cooke (Pentonville, 27 marzo 1811 – Groombridge, 4 gennaio 1880) è stato un pittore e geologo britannico.

## Biografia

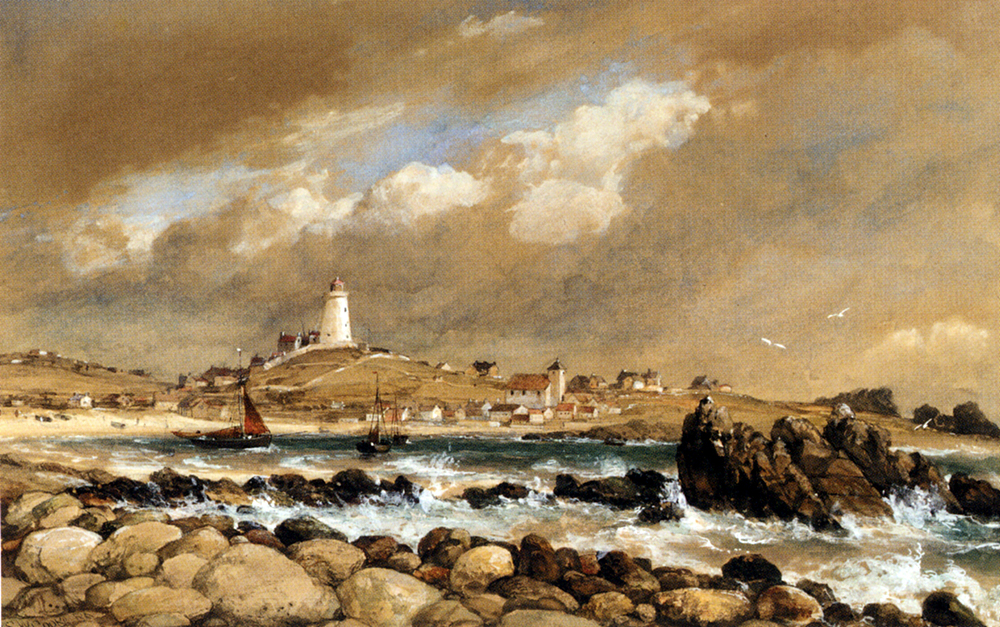
View of St. Agnes, Edward William Cooke.

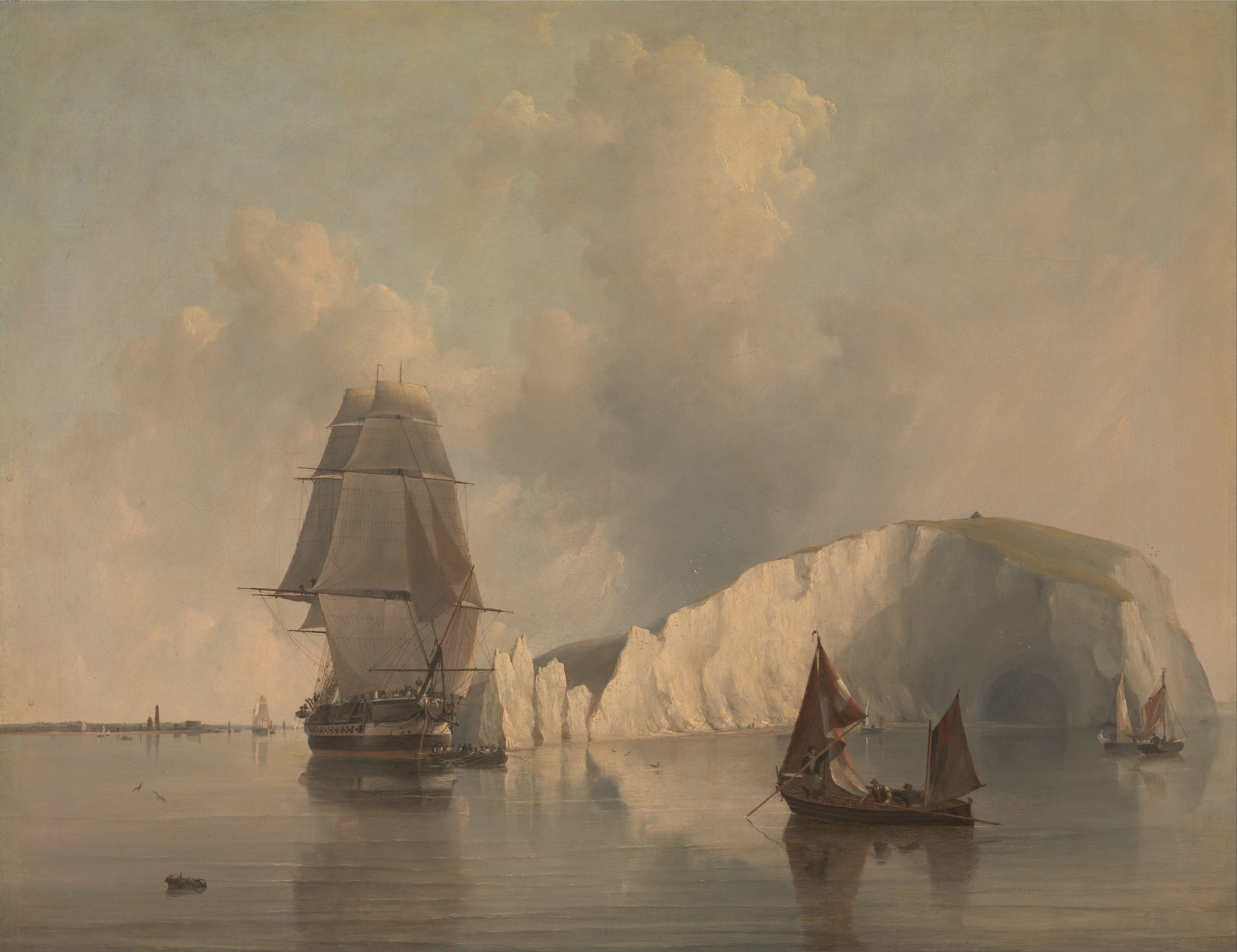
Off the Needles, Isle of Wight, Edward William Cooke.

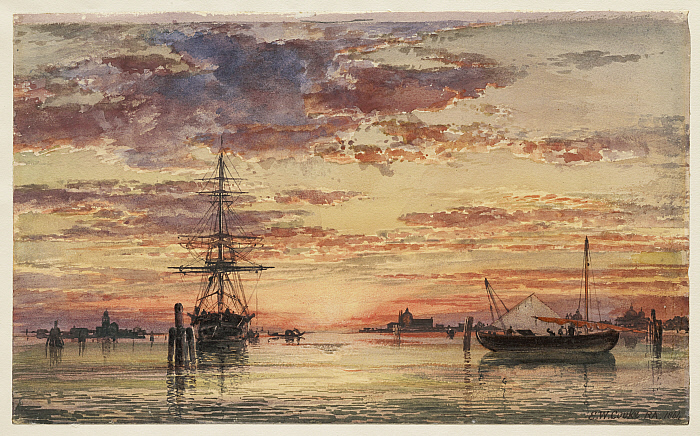
Venice at Sunset, 1864, aquarello a tempera, 19,7 x 32,2 cm, esposto al Clark Art Institute.

Nacque a Pentonville, Londra, il 27 marzo 1811, figlio del famoso incisore George Cooke; suo zio, William Bernard Cooke (1778-1855), era anch'egli un incisore. Cresciuto in compagnia di artisti divenne un precoce disegnatore ed abile incisore. Fin dall'infanzia dimostrò una preferenza per i soggetti di carattere marino (in particolare per le navi a vela) e pubblicò la sua "Shipping and Craft", una serie di raffinate incisioni, quando aveva solo 18 anni, nel 1829. Studente di architettura beneficiò dell'aiuto di molti dei soci di suo padre, in particolare Clarkson Stanfield (il cui divenne il principale allievo) e David Roberts. Iniziò a dipingere a olio nel 1833, prendendo lezioni formali da James Stark nel 1834 ed esponendo per la prima volta alla Royal Academy e al British Institution l'anno successivo, quando oramai aveva sviluppato il proprio stile.
Continuò regolarmente a viaggiare e a dipingere sia in Patria e all'estero, abbandonandosi al suo amore per gli artisti marini olandesi del XVII secolo dopo una visita nei Paesi Bassi nel 1837. Vi ritornò regolarmente nei ventitré anni successivi, studiando gli effetti della luce sul paesaggio costiero, così come le opere degli antichi maestri del paese, con il risultato di produrre dipinti di grande successo. Questi includevano "Beaching a Pink a Scheveningen" (National Maritime Museum di Londra), che fu esposto nel 1855 presso la Royal Academy, di cui era divenuto socio dal 1851. Compì successivi viaggi in Scandinavia, Spagna, Nord Africa e, soprattutto, a Venezia, in Italia. Nel 1858 fu eletto accademico onorario della National Academy of Design.
Cooke fu particolarmente attratto dall'Isola di Wight, e durante la sua visita formativa del 1835 fece uno studio approfondito delle sue barche da pesca e delle sue aragoste, e soprattutto si dilettò nelle spiagge disseminate di rocce di vario tipo, attrezzatura da pesca, frangiflutti e piccoli moli di legno.
Aveva anche una serio interesse per la storia naturale e la geologia, essendo membro della Linnean Society, della Geological Society, della Zoological Society, e della Society of Antiquaries. Nel 1840 aiutò il suo amico, il botanico James Bateman, a sistemare i giardini di Biddulph Grange nello Staffordshire, in particolare la disposizione di orchidee e dei rododendri. I suoi interessi geologici in particolare portarono alla sua elezione come membro della Royal Society nel 1863, divenendo accademico reale l'anno successivo. 
Nel 1842 John Edward Gray denominò in suo onore una specie di boa, Corallus cookii.
Si spense a Groombridge il 4 gennaio 1880.

## Pubblicazioni
- Fifty Plates of Shipping and Craft, Drawn and Etched, London, 1829.

### Annotazioni
1. ↑  Compì viaggi nei Paesi Bassi nel 1838, 1841, 1843, 1852, e 1860.

### Fonti
1. 1 2 3 4 5 6  Collections.
2. 1 2 3 4 5 6 7 8  Rountreetryon.
3. 1 2  Biography of E W Cooke Archiviato il 12 luglio 2011 in Internet Archive. (National Maritime Museum, Greenwich)
4. ↑  Barringer, Cowling, Barringer 2008, p. 197.
5. ↑  Beolens, Watkins, Grayson 2011, p. 58.